# آرچی رتکلیف
آرچی رتکلیف (انگلیسی: Archie Ratcliffe؛ 30 January 1893 – ۱۹۸۱ (۸۷−۸۸ سال)) بازیکن فوتبال بود.